# Robinson Crusoe (animációs film)
A Robinson Crusoe 2016-ban bemutatott animációs film, melynek rendezője Ben Stassen és Vincent Kesteloot, forgatókönyvírója Lee Christopher, Domonic Paris és Graham Weldon volt. Az azonos című, 1719. április 25-én megjelent regény adaptációja, melyet Daniel Defoe irt.
Belgiumban 2016. március 30-án, míg Magyarországon 2016. április 7-én jelent meg a mozikban.

## Cselekmény
Robinson Crusoe egy hajón utazik a végtelen tengeren, de a hajó nem tud megküzdeni a természet erejével és darabjaira hullik. Csak Crusoue, a kutyája és két álnok macska éli túl a történteket, és egy szigeten találnak menedéket. A beilleszkedés nem megy simán, mert a szigeten lakó állatok eleinte kétkedéssel fogadják őket, és erre csak rátesz egy lapáttal a macskák fondorlatos cselszövése. Az egyik ilyen sumák eset után Crusoe elveszti a kutyáját, de elkezdődik a kapcsolatépítés a szigetlakókkal, mert most már mindenki előtt világos, hogy nem egymástól kell tartaniuk, hanem a köpönyegforgató cicáktól.

## Szereplők
| Szereplő              | Angol hang            | Magyar hang                                                |
| --------------------- | --------------------- | ---------------------------------------------------------- |
| Robinson Crusoe       | Yuri Lowenthal        | Márkus Sándor                                              |
| Kedd                  | David Howard Thornton | Hamvas Dániel                                              |
| Rosie                 | Laila Berzins         | Pokorny Lia                                                |
| Bajszi                | Joey Camen            | Fodor Tamás                                                |
| Epi                   | Sandy Fox             | Kiss Eszter                                                |
| Kameló                | Colin Metzger         | Kerekes József                                             |
| Kiki                  | Lindsay Torrance      | Szávai Viktória                                            |
| Pangó                 | Jeff Doucette         | Elek Ferenc                                                |
| Mal                   | Jeff Doucette         | Debreczeny Csaba                                           |
| May                   | Debi Tinsley          | Peller Anna                                                |
| Aynsley               | Doug Stone            | Borbiczki Ferenc                                           |
| Rufus                 | Joe Ochman            | Dankó István                                               |
| Matróz                | Joe Ochman            | Barbinek Péter                                             |
| Cecil                 | Michael Sorich        | Kovács Lehel                                               |
| Tom Cat               | Kyle Hebert           | Vida Péter                                                 |
| Kapitány              | Dennis O'Connor       | Sarádi Zsolt                                               |
| Matróz                | Lex Lang              | Hannus Zoltán                                              |
| Bosun                 | Ron Allen             | Kardos Róbert                                              |
| További magyar hangok | -                     | Bercsényi Péter Dévai Balázs Mészáros Máté Papucsek Vilmos |